# صومعه (اردبیل)
صومعه روستایی است که در استان اردبیل، شهرستان اردبیل، بخش مرکزی قرار دارد. روستای صومعه یکی از قدیمی‌ترین روستاهای استان اردبیل می‌باشد.
برج شاطر در این روستا یکی از جاذبه‌های گردشگری این استان می‌باشد و در گذشته‌های دور به عنوان برج راهنما در مسیر عشایر و کاروان‌ها جهت پیدا کردن شهر اردبیل بوده‌است.
در طی جنگ تحمیلی شهدای بسیار از این روستا به درجه رفیع شهادت نائل آمده‌اند.
صنعت اصلی مردمان روستای صومعه کشاورزی است و آنها به تولید گندم، سیب زمینی، عدس، نخود و … برای کشور مشغول هستند.
تپه روستای صومعه مربوط به دوره اشکانیان است و در شهرستان اردبیل، بخش مرکزی، دهستان غربی، روستای صومعه واقع شده و این اثر در تاریخ ۱۵ دی ۱۳۸۷ با شمارهٔ ثبت ۲۳۹۸۷ به‌عنوان یکی از آثار ملی ایران به ثبت رسیده‌است.
برج شاطر (گنبد شاطر) مربوط به اواسط دوره ایلخانی است و در شهرستان اردبیل، روستای صومعه واقع شده و این اثر در تاریخ ۷ مهر ۱۳۸۱ با شمارهٔ ثبت ۶۱۸۹ به‌عنوان یکی از آثار ملی ایران به ثبت رسیده‌است.

## جمعیّت
بر اساس سرشماری سال ۱۳۸۵ جمعیّت این روستا ۱۳۶۸ نفر با ۳۱۵ خانوار بوده‌است.